# Tiergarten (Aurich)
Der Tiergarten ist ein Wäldchen in der ostfriesischen Kreisstadt Aurich in Niedersachsen. Es ist auch unter dem Namen Eschener Gehölz bekannt.

## Geschichte
Der Tiergarten ging aus einem historischen Jagdrevier hervor. Dieses hatte der ostfriesische Graf Ulrich II. (1628–48) anlegen lassen. Von der einstigen Anlage sind noch Reste des umgebenden Walls erhalten, die einst das Ausbrechen der im Tiergarten gehegten Rehe und Hirsche verhindern sollte. Nach Angaben des Geschichtsschreibers Tileman Dothias Wiarda begann der Niedergang des Tiergartens, nachdem Ostfriesland nach dem Tod des letzten einheimischen Fürsten, Carl Edzard im Jahre 1744 an Preußen fiel. Nach einer Initiative von Graf Friedrich Karl Heinrich von Schwerin, Präsident der preußischen Kriegs- und Domänenkammer in Aurich, wurde der Park im Jahre 1803 zu einer angenehmen Promenade umgestaltet. Schwerin finanzierte die Umgestaltung des ehemaligen fürstlichen Tiergartens zu einem Park aus den Einnahmen der zu seiner Präsidentschaft erfolgten „gewaltigen Aktenvernichtung bei der Kriegs- und Domänenkammer“.

## Heutige Nutzung
Heute sind vor allem die alten Bäume noch erhalten. Insgesamt gilt das Areal aber als verwildert. Die Wasserwege sind vertrocknet und das alte Wegenetz mit den Sichtachsen nicht mehr begehbar, so dass die ursprüngliche Anlage nicht mehr erkennbar ist.